# Statue de Robert Lee (Charlottesville)
Ne doit pas être confondu avec Statue de Robert Lee (Richmond).
La statue de Robert Edward Lee est une ancienne statue équestre en bronze du militaire sécessionniste américain Robert Lee et de son cheval Traveller située à Charlottesville, en Virginie. Érigée dans le parc Lee en 1924, elle est retirée de son emplacement le 10 juillet 2021 puis fondue en 2023.

## Histoire

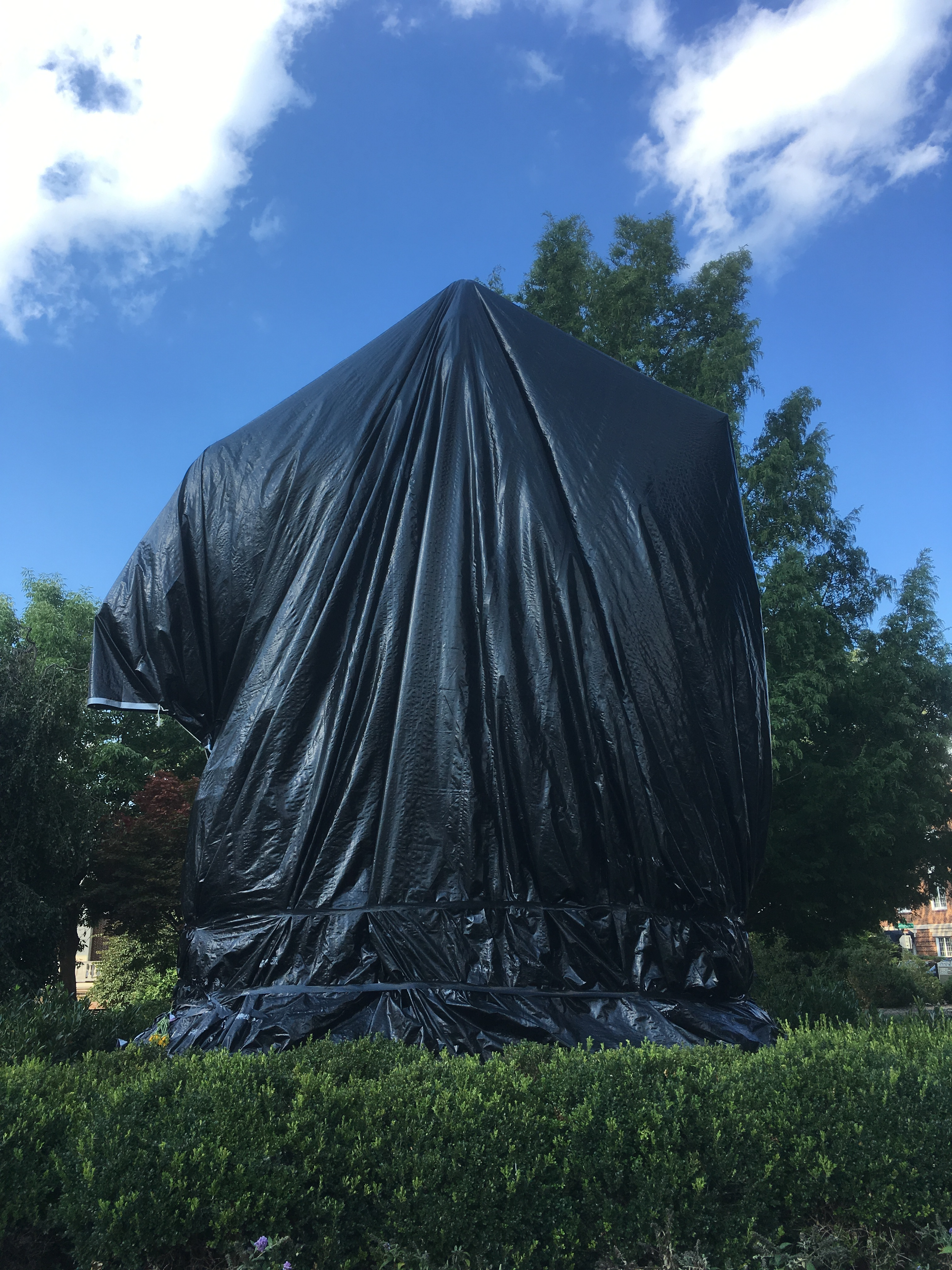
La statue recouverte.

La statue est commandée en 1917 par Paul Goodloe McIntire (en) à l'artiste Henry Shrady (1871–1922), mais elle est achevée par Leo Lentelli (en) (1879–1961) et dévoilée le 21 mai 1924. Le socle en granit rose est l’œuvre de Walter Blair et porte l'inscription « Robert Edward Lee 1807 1870 ». Comme la plupart des monuments édifiés en l'honneur des soldats confédérés, la statue n'est pas contemporaine de la guerre de Sécession mais des années 1920, à l'époque des lois ségrégationnistes Jim Crow. Elle est inscrite au registre national américain des lieux historiques en 1997.
À la suite d'un travail scolaire et après en avoir parlé au maire adjoint Wes Bellamy, une adolescente afro-américaine de Charlottesville âgée de 15 ans, Zyahna Bryant, lance en mars 2016 une pétition sur change.org pour demander le retrait de la statue, qu'elle considère offensante, et le renommage du parc.
Le 6 février 2017, le conseil municipal de Charlottesville vote à la majorité l'enlèvement de la statue et à l'unanimité le renommage du parc, ce qui suscite des plaintes de sympathisants de la cause confédérée et de certains historiens. Le conseil confirme son choix en avril, mais le 2 mai, le juge Richard Moore suspend son exécution pour 6 mois. En juin, un graffiti Black Lives Matter est peint sur le socle et dans la nuit du 7 au 8 juillet, la statue est vandalisée et recouverte de peinture rouge.
Le projet de la municipalité de déboulonner la statue, en raison de l'attitude favorable du général Lee à l'esclavage, est contesté par les suprémacistes blancs, ce qui donne lieu à plusieurs manifestations de personnes favorables au maintien de la statue comme de personnes favorables à son retrait. En août 2017, en marge de la Manifestation « Unite the Right », un suprémaciste provoque la mort d'une contre-manifestante.
Le 23 août 2017, le conseil municipal fait couvrir la statue par une bâche noire en signe de deuil. Le 27 février 2018, la justice, considérant que la municipalité n'a jamais défini la durée du voilage, ordonne le retrait sous quinze jours de la bâche.
Le 28 novembre 2019, la statue est recouverte de graffitis « Impeach Trump » et « This is Racist ».
Au matin du 10 juillet 2021, la statue est retirée de son socle par les services de la ville, comme celle de Stonewall Jackson.
La fonte de la statue du général sudiste est rapportée dans la presse en octobre 2023.